# Бутинська сільська рада (Сокальський район)
Бутинська сільська рада — колишній орган місцевого самоврядування у Сокальському районі Львівської області. Адміністративний центр ради — село Бутини.

## Загальні відомості
Водоймища на території, підпорядкованій даній раді: річки Рата, Біла.

## Населені пункти
Сільській раді були підпорядковані населені пункти:
- с. Бутини
- с. Піддовге
- с. Пристань
- с. Шишаки

## Склад ради
Рада складалася з 20 депутатів та голови.

### Керівний склад попередніх скликань
| ПІБ                      | Основні відомості                                                  | Дата обрання | Дата звільнення |
| ------------------------ | ------------------------------------------------------------------ | ------------ | --------------- |
| Мармаш Роман Михайлович  | Сільський голова, 1979 р.н., освіта                                | 26.03.2006   | 31.10.2010      |
| Равлик Богдан Васильович | Сільський голова, 1959 р.н., освіта середня загальна, безпартійний | 31.10.2010   |                 |

Примітка: таблиця складена за даними джерела